# ウィリー・モレッティ
ウィリー・モレッティ（Guarino "Willie" Moretti, 1894年2月24日 - 1951年10月4日）はイタリア系アメリカ人。ニューヨーク・マフィアのひとつ、ジェノヴェーゼ・ファミリーの幹部で、副ボスを務めた。ファミリーのニュージャージーエリアを管轄した。ニックネームは、ウィリー・ムーア。

## 来歴

### 初期
ニューヨーク生まれ。両親はイタリア・プッリャ州バーリ出身。イースト・ハーレムで育ち、牛乳配達などで働いた。近所に住んでいたフランク・コステロと友達になった。1913年19歳の時に強盗歴あり。シチリア派閥とカラブリア派閥の仲介役としてアクティブで、ハーレムのシチリアマフィアと付き合いがあった。1915年、イースト・ハーレム116丁目で、チャールズ・ロモンテ（モレロ一家）が銃撃された現場に居合わせ、ロモンテを近くの病院に運んだとされる。1920年代、バッファローの北に位置するナイアガラ・フォールズ市（ニューヨーク州）に移り、シチリアのカステラマレ派マフィア、アンジェロ・パルメリの仲間に加わり、レストランを経営する傍ら賭場や酒の密輸に従事した。1924年、渡米したばかりのジョゼフ・ボナンノをフロリダに迎えに行った。

### 酒の密輸とマッセリア一家
バッファローやフィラデルフィアを転々としたが、最終的にニュージャージーに落ち着いた。ユダヤ系ギャングのアブナー・ツヴィルマンまたはワキシー・ゴードンらのアルコール密輸事業に従事したとされる。1920年代後半、広範なギャングを組織に取り込んだジョー・マッセリアのニュージャージー支部を統率し、パターソンに本拠を構えた。1930年のカステランマレーゼ戦争では、マッセリアの敵方であるカステラマレ派のブルックリンセクトのボス、サルヴァトーレ・マランツァーノの襲撃ターゲットになったが、暗殺の試みはなされなかった（ジョゼフ・ヴァラキの証言）。1931年4月、マッセリアが部下の裏切りにより殺され、ヴィト・ジェノヴェーゼやフランク・コステロらの支持のもとファミリーの実権がラッキー・ルチアーノの手に移ったが（ルチアーノ一家、現ジェノヴェーゼ一家）、モレッティはファミリー幹部としてそのままニュージャージーの縄張りを管理し、1933年禁酒法の終焉と共に賭博業に収入源を求め、幾つかのカジノ店を暴力で奪った。1936年、ルチアーノが逮捕され、翌年ジェノヴェーゼが国外脱出すると一家の副ボスとなり、ルチアーノの代理ボスとなったコステロの右腕として屈強な兵隊を率いた。

### 賭博とショービジネス
1930年代から1940年代にかけ、一家の幹部ジョー・アドニスやツヴィルマンらと共に、ニューアークやジャージーシティなど北ニュージャージーに賭博ビジネスを展開した。ナイトクラブ"リヴィエラ"が中核的なスポットで、ナンバーズ賭博やスポーツ賭博で荒稼ぎした。クリフサイドパークのレストラン「デュークス」を会議場所とし、警察署長を賄賂漬けにして保護を受けた。競馬通信サービスや違法カジノなど賭博営業を拡大すると共に、ランドリービジネスや煙草販売会社、運送会社など事業を多角化して資金洗浄した。
ニュージャージー州モンマス郡に自宅を構えた。1940年代、近所に住んでいた歌手のフランク・シナトラをバックアップする代わりにキックバックを得る間柄となり、リヴィエラほかニュージャージーのクラブによく出演させた。シナトラの最初の妻だったナンシー・バルバートはモレッティの部下のいとこであった。1940年代後半、ディーン・マーティンやジェリー・ルイスのショーを見て気に入り、シナトラ同様自前のナイトクラブに出演させた。1947年長女の結婚式に、シナトラ、マーティン、ルイスらを招き、歌やショーを披露させた。

### キーフォーヴァー委員会
1950年、アメリカ上院議会がキーフォーヴァー委員会を発足させ、組織犯罪の調査を始めると、コステロ一家の他のメンバー同様、モレッティも委員会で証言するよう召喚された。他のギャング達が憲法修正第5条を盾に証言拒否をしていたのに対し、モレッティはジョークを飛ばしながら積極的に喋り、テレビカメラが回っている時には、さらに調子良く喋ったため、記者の取り巻きを従えるようになった。熱心なカトリック信者で、毎日曜は欠かさず妻と教会に礼拝に行った。一方で好んでエスニックな売春婦たちと関係を持ったといわれ、持病の梅毒を悪化させたとされる。

### 最後の昼食
1951年10月4日、クリフサイドパーク地区パラセイドアヴェニューのレストラン"ジョーズエルボー"で、仲間4人とイタリア語で談笑しながら窓際の席に着き、ウェイトレスがメニューを取りに行っている間に至近距離から5発の銃弾を正面から浴び、即死した。ウェイトレスが戻ると4人はいなくなっていた。ニュージャージー警察は、アルバート・アナスタシア一味のジョニー・ロビロットを逮捕したが、ほどなく証拠不十分で放免した。ギャングスタイルで行われた葬儀にはコステロ、アナスタシア、ジェノヴェーゼ、アドニスの4人連名の花束が届いた。

### 殺害理由と背景
マフィアの沈黙の掟を破ったことによる粛清と一般に受け止められた。暗殺直後の新聞の「しゃべり過ぎた男」という見出しは、裏社会の口封じだったかのような印象を世間に与え、存在しない馬の賭けを開帳したり、ありもしない話をするなど、持病の梅毒が進んでいたとされる症例も報じられた。モレッティをこのまま放置すると組織を壊滅させる証言をしかねないとしてマフィアコミッションが暗殺指令を出した、アルバート・アナスタシア一味が殺害実行を請け負った、等のゴシップが出回った。しかし実際は、キーフォーヴァー委員会でもニュージャージー州の犯罪委員会でも、シンジケートの核心に触れるような証言は一切しておらず、マフィア粛清説を疑問視する見方もある。 
近年、マフィア粛清説に代わりニュージャージー警官首謀説が提示された。1950年12月キーフォーヴァー委員会で証言した時、マフィアから賄賂を受け取っていた地元警官の存在をにおわす発言をしており、当局のマフィア弾圧をけん制するためだったとみられるが、これが地元の汚職警官グループを慌てさせた。従来、ニュージャージー州はニューヨーク州に比べて賭博規制が緩やかで、違法賭博が比較的おおっぴらに行われた。警官は賄賂をもらって見て見ぬ振りをした。モレッティは公安当局をシャットアウトするための賄賂のデリバリー役としてアクティブで、地元警察との交渉窓口だった。しかし1940年代の終わり頃、風紀粛正の気運が高まり、汚職警官が何人も捕まった。そのような状況下で、モレッティは警官の賭博汚職の件で証人として州の査問委員会に出頭することになっていたが、その前に殺された。汚職警官グループが口封じに動いたという説である。死の2日後その汚職警察幹部の1人が頭部に銃弾のある死体で発見された（ピストル自殺とされる）が、モレッティはその警察幹部について証言する予定だった。
1952年、モレッティのボディーガード、また兵隊の取りまとめ役としてシャドーのように暗躍した弟のサルヴァトーレ（ソリー・ムーア）が監獄で死亡し、公式には病死とされたが、殺害説が一部出ている。
モレッティの死後、ニュージャージーの賭博利権は、ジェノヴェーゼの部下ジェラルド・カテナが引き継ぎ、またジェノヴェーゼが1936年以来となる副ボスに復帰した。

## エピソード
- 長女のメアリーが1947年アンジェロ・パルメリの弟、ポール・パルメリの息子フランクと結婚した。
- 1942年、シナトラを古い契約に縛り付けていたバンドリーダー、トミー・ドーシーをピストルで威嚇して契約を放棄させたというゴシップがある。シナトラはバンドを離れた経緯を明らかにし、双方が弁護士を立てて解決したこと、契約上の違約金を払ったことなどを明かしてゴシップを否定した[14]。後年モレッティの取り巻きの記者がゴシップの信ぴょう性を本人に確かめたところ「シナトラの面倒はよくみた」という短いコメントが返ってきた[15]。
- FBN（連邦麻薬捜査局）に早くから麻薬密輸犯罪者としてマークされていた（1931年ID番号138-Aでリスト入り）[1]。
- 豪邸の一室を賭博場に改装し、マフィア仲間を呼んで自らもゲームに興じた[1]。
- 暗殺当日、マーティンとルイスらは彼と共に昼食をとる約束をしていたが、午前早くに、ルイスは彼が耳下腺炎になったと聞かされていた。その結果、2人は昼食の予定を忘れてしまっていた。モレッティとの約束を思い出した2人は謝罪する為、モレッティのところへ向う途中、テレビのニュースで彼の死を知ることになった。
- 暗殺の舞台となったレストランは、1980年代、アマルフィ出身のイタリア人の手に渡り、改装され、Villa Amalfiという名で営業を続けている（2019年3月現在）[1]。

## 関連作品
映画『ゴッドファーザー』のモデルの1人とされ、特にフランク・シナトラとの交流エピソードが取り入れられた。